# 阿林·莫尔多韦亚努
阿林·莫尔多韦亚努（羅馬尼亞語：Alin Moldoveanu，1983年5月3日—），罗马尼亚的男子10米空气步枪运动员，2012年伦敦奥运会中以702.1的总分夺冠。他也参加了2008年北京奥运会。